# American Idol
American Idol és un programa de televisió estatunidenc, reality show de cantants creat per Simon Fuller i produït per FremantleMedia i 19 Entertainment. Va començar a retransmetre's la cadena Fox des de l'11 de juny de 2002 i fins al desembre de 2016 en un cicle de 15 temporades, sota la direcció de Ryan Seacrest. Després de dos anys d'absència, la cadena ABC va reprendre l'emissió del programa l'any 2018 amb el mateix presentador i nous jutges.
Pressionats per la seva cadena d'origen, els productors es van negar a desvirtuar la identitat del programa per obtenir números equiparables als seus competidors més propers, tancant així un cicle reeixit com un dels programes de major èxit en tota la història de la televisió estatunidenca. L'última emissió d'American Idol en pantalla a Fox va comptar amb el missatge del president dels Estats Units, Barack Obama, que va destacar l'aportació del programa a la cultura del vot popular i massiu. La nit final va reunir un nodrit grup de participants, en una emotiva cerimònia que també va congregar tots els jutges i presentadors que havien participat en el programa al llarg de les 14 temporades.
El programa aspira a descobrir al millor cantant del país, on el guanyador és determinat pels televidents, a través del telèfon, Internet i votació per SMS. Al llarg de la seva història aquests són els seus guanyadors, tots titulats com "American Idols": Kelly Clarkson, Ruben Studdard, Fantasia Barrino, Carrie Underwood, Taylor Hicks, Jordin Sparks, David Cook, Kris Allen, Lee DeWyze, Scotty McCreery, Phillip Phillips, Candice Glover, Caleb Johnson, Nick Fradiani, Trent Harmon, Maddie Poppe, Laine Hardy, Just Sam i Chayce Beckham (en ordre cronològic). De les seves files també van participar els destacats Clay Aiken, Jennifer Hudson, Katharine McPhee, Kellie Pickler, Chris Daughtry, Adam Lambert, Haley Reinhart, Jessica Sanchez entre d'altres talents importants. Com a jutges han desfilat productors, coreògrafs, compositors i cantants de la talla d'Steven Tyler, Kara DioGuardi, Harry Connick, Paula Abdul, Lionel Richie, Keith Urban, Nicki Minaj, Randy Jackson, Katy Perry, Mariah Carey, Simon Cowell, Jennifer Lopez, Luke Bryan i Ellen Degeneres.
Ha arribat a ser un dels programes més populars en la història de la televisió estatunidenca. És l'únic programa en col·locar-se en el primer lloc de les audiències durant sis temporades consecutives (a partir de 2004), superant All in the Family i The Cosby Show, que van ser-ho durant cinc temporades consecutives.

## Història
American Idol va ser creat basat en el programa britànic Pop Idol, que al seu torn va ser inspirat per Popstars, de Nova Zelanda. El productor televisiu Nigel Lythgoe va veure'l a Austràlia i va dur-lo a la Gran Bretanya. Fent servir les idees de Popstars, de contractar un grup de jutges per triar cantants en un càsting, i afegint-li altres elements com la votació per telèfon dels televidents —que en aquest temps ja es feia servir en programes com el Festival de la Cançó d'Eurovisió—, Simon Fuller va crear el programa Pop Idol. El programa va debutar el 2001 a la Gran Bretanya, amb Lythgoe com a productor i Simon Cowell com un dels jutges, va ser un rotund èxit amb l'audiència.
Simon Cowell va intentar vendre el format de Pop Idol als Estats Units el 2001, però la idea es va trobar amb una resposta pobra per part de les cadenes de televisió dels EUA. No obstant això, Rupert Murdoch, director de la companyia propietària de Fox, va ser convençut per la seva filla Elisabeth Murdoch per comprar el programa, ja que ella era aficionada del programa britànic. El concurs va rebre un nou nom: American Idol: The Search for a Superstar ("Ídol americà: la recerca d'una Superestrella"). Va debutar l'estiu de 2002 i va arribar a ser un dels programes més reeixits de l'estiu d'aquest any. El programa, amb el compromís personal dels televidents amb els concursants a través de la votació, i la presència del jutge més crític, Simon Cowell, es va convertir en un fenomen. En 2005 ja havia arribat a ser el programa més important de la televisió estatunidenca, la posició es va mantenir durant sis anys consecutius.
Després de dos anys d'absència, el programa reprèn el seu fil en 2018 a la cadena ABC, atorgant-li a la seva nova casa xifres de ràting inèdites en anys anteriors i col·locant al programa, en primer lloc, fins i tot per sobre de la seva cadena d'origen FOX.

## Jutges i presentadors
El programa havia estat originalment planejat per tenir quatre jutges seguint el format de Pop Idol, no obstant això, només tres jutges van ser contractats per a la ronda del càsting en la primera temporada: Randy Jackson, Paula Abdul i Simon Cowell. S'havia triat un quart jutge, el DJ de ràdio Stryker, però es va retirar argumentant que devia preocupar-se per la seva imatge. En la segona temporada, la personalitat de ràdio novaiorquesa Angie Martínez va ser contractada com a quarta jutge, però es va retirar pocs dies després d'iniciar el programa, adduint que no se sentia còmoda donant crítiques feroces. El programa va decidir continuar amb el format de tres jutges fins a la temporada 8, mantenint Jackson, Abdul i Cowell en totes elles.
En la vuitena temporada, la cantautora, productora musical i nominada als Premis Grammy Llatins Kara DioGuardi va ser convidada com a quarta jutgessa. Paula Abdul va deixar el programa abans de començar la temporada 9, després de no arribar a una entesa amb els productors del programa. La presentadora de programa d'entrevistes i guanyadora dels Premis Emmy, Ellen Degeneres, va reemplaçar Abdul, tot i que va deixar el seu lloc al final d'aquell curs.
L'any 2010, Simon Cowell va anunciar que no continuaria a American Idol i que passaria a ser un dels jutges del concurs de talents The X Factor, que s'estrenaria mesos després als Estats Units. Kara DioGuardi també va deixar el programa el 2010, després de dues temporades. Per suplir les baixes de Degeneres, Cowell i DioGuardi; el programa va contractar Jennifer Lopez i Steven Tyler per acompanyar Randy Jackson en el panell de jutges del programa, com a part d'una fórmula reeixida que va refrescar i va rellançar el concurs davant una audiència cada vegada més exigent.
Lopez i Tyler van formar part del jurat dues temporades. Per suplir-los, el 2013 s'hi van incorporar Nicki Minaj, Keith Urban i Mariah Carey, sempre al costat de Jackson. Aquest quartet va ser un grup molt qüestionat per la baixa audiència que va registrar el programa. Mariah Carey va trobar-se al centre de totes les crítiques, doncs s'esperava d'ella un paper més destacat a l'hora de valorar els concursants; i per les picabaralles que va tenir amb la seva companya al jurat, la rapera Nicky Minaj.
El setembre de 2013, Fox va confirmar que l'únic membre del jurat que continuaria al talent seria Keith Urban, trencant la ratxa de 12 temporades consecutives de Randy Jackson. Urban va ser acompanyat per Harry Connick i Jennifer Lopez, en el retorn al programa de l'estrella llatina. Junts van representar un canvi de cara per augmentar l'audiència del llegendari programa; i el trio va mantenir-se fins al final de la 15a temporada, la darrera a Fox.
El 2018 va marcar el retorn del programa, a través de la seva nova casa, ABC, i sota la conducció de Ryan Seacrest, qui ja havia presentat totes les edicions a Fox. La sorpresa estava en els nous rostres del jurat: Luke Bryan, Katy Perry i Lionel Richie. Aquest trio va contribuir per retornar American Idol al primer lloc d'audiència, fins i tot per sobre de la seva antiga cadena.
Diversos jutges convidats es van poder presentar de tant en tant. En la temporada 2, els jutges convidats com Robin Gibb van estar presents des del Top 12 fins al Top 4. En la temporada 3, Donna Summer, Quentin Tarantino i algun dels mentors també es van unir als jutges per a valorar les actuacions de les rondes finals. Els jutges convidats van estar presents en les rondes de càsting per a la temporada 4, 6 i 9, com Gene Simmons i LL Cool J en la temporada 4, Jewel i Olivia Newton-John a la temporada 6, Neil Patrick Harris i Shania Twain en la temporada 9.
La primera temporada va ser presentada per Ryan Seacrest i Brian Dunkleman. Dunkleman va ser acomiadat després de la primera temporada i, des de llavors, Seacrest ha presentat el programa en solitari.

### Cronologia de l'equip
Color clau
| Membre            | Temporades | Temporades | Temporades | Temporades | Temporades | Temporades | Temporades | Temporades | Temporades | Temporades | Temporades | Temporades | Temporades | Temporades | Temporades | Temporades | Temporades | Temporades | Temporades | Temporades | Temporades | Temporades | Temporades |
| Membre            | 1          | 2          | 3          | 4          | 5          | 6          | 7          | 8          | 9          | 10         | 11         | 12         | 13         | 14         | 15         | 16         | 17         | 18         | 19         | 20         | 21         | 22         | 23         |
| ----------------- | ---------- | ---------- | ---------- | ---------- | ---------- | ---------- | ---------- | ---------- | ---------- | ---------- | ---------- | ---------- | ---------- | ---------- | ---------- | ---------- | ---------- | ---------- | ---------- | ---------- | ---------- | ---------- | ---------- |
| Ryan Seacrest     | ●          | ●          | ●          | ●          | ●          | ●          | ●          | ●          | ●          | ●          | ●          | ●          | ●          | ●          | ●          | ●          | ●1         | ●          | ●          | ●          | ●          | ●          | ●          |
| Brian Dunkleman   | ●          |            |            |            |            |            |            |            |            |            |            |            |            |            |            |            |            |            |            |            |            |            |            |
| Paula Abdul       | ●          | ●          | ●          | ●          | ●          | ●          | ●          | ●          |            |            |            |            |            |            |            |            |            |            | ●          |            |            |            |            |
| Simon Cowell      | ●          | ●          | ●          | ●          | ●          | ●          | ●          | ●          | ●          |            |            |            |            |            |            |            |            |            |            |            |            |            |            |
| Randy Jackson     | ●          | ●          | ●          | ●          | ●          | ●          | ●          | ●          | ●          | ●          | ●          | ●          | ●          |            |            |            |            |            |            |            |            |            |            |
| Kara DioGuardi    |            |            |            |            |            |            |            | ●          | ●          |            |            |            |            |            |            |            |            |            |            |            |            |            |            |
| Ellen DeGeneres   |            |            |            |            |            |            |            |            | ●          |            |            |            |            |            |            |            |            |            |            |            |            |            |            |
| Jennifer Lopez    |            |            |            |            |            | ●          |            |            |            | ●          | ●          |            | ●          | ●          | ●          |            |            |            |            |            |            |            |            |
| Steven Tyler      |            |            |            |            |            |            |            |            |            | ●          | ●          |            |            |            |            |            |            |            |            |            |            |            |            |
| Mariah Carey      |            |            |            |            |            |            | ●          |            |            |            |            | ●          |            |            |            |            |            |            |            |            |            |            |            |
| Nicki Minaj       |            |            |            |            |            |            |            |            |            |            |            | ●          |            |            |            |            |            |            |            |            |            |            |            |
| Keith Urban       |            |            |            |            |            |            |            |            |            |            |            | ●          | ●          | ●          | ●          |            |            |            |            |            | ●          |            |            |
| Harry Connick Jr. |            |            |            |            |            |            |            |            | ●          |            |            | ●          | ●          | ●          | ●          |            |            |            |            |            |            |            |            |
| Luke Bryan        |            |            |            |            |            |            |            |            |            |            |            |            |            |            |            | ●          | ●          | ●          | ●          | ●          | ●          | ●          | ●          |
| Katy Perry        |            |            |            |            |            |            |            |            | ●          |            |            |            |            |            |            | ●          | ●          | ●          | ●          | ●          | ●          | ●          |            |
| Lionel Richie     |            | ●          |            |            |            |            |            |            |            |            |            |            |            |            |            | ●          | ●          | ●          | ●          | ●          | ●          | ●          | ●          |
| Carrie Underwood  |            |            |            | ●          |            |            |            |            |            |            |            |            |            |            |            | ●          |            |            |            | ●          |            |            | ●          |
| Kelly Clarkson    | ●          |            |            |            |            |            |            |            |            |            |            |            |            | ●          | ●          |            |            |            |            |            |            |            |            |
| Adam Lambert      |            |            |            |            |            |            |            | ●          | ●          |            |            |            |            | ●2         |            |            | ●          |            |            |            | ●          |            |            |
| Jimmy Iovine      |            |            |            |            |            |            |            |            |            | ●          | ●          | ●          |            |            |            |            |            |            |            |            |            |            |            |
| Scott Borchetta   |            |            |            |            |            |            |            |            |            |            |            |            |            | ●          | ●          |            |            |            |            |            |            |            |            |
| Bobby Bones       |            |            |            |            |            |            |            |            |            |            |            |            |            |            |            | ●          | ●          | ●          | ●          |            |            |            |            |
| Rickey Minor      |            |            |            | ●          | ●          | ●          | ●          | ●          | ●          |            |            |            | ●          | ●          | ●          |            |            |            |            |            |            |            |            |
| Ray Chew          |            |            |            |            |            |            |            |            |            | ●          | ●          | ●          |            |            |            |            |            |            |            |            |            |            |            |
| Kris Pooley       |            |            |            |            |            |            |            |            |            |            |            |            |            |            |            | ●          | ●          | ●          | ●          | ●          | ●          | ●          | ●          |
| Debra Byrd        | ●          | ●          | ●          | ●          | ●          | ●          | ●          | ●          | ●          | ●          |            |            |            |            |            |            |            |            |            |            |            |            |            |
| Peggi Blu         |            |            |            |            |            |            |            |            |            | ●          | ●          |            |            |            |            |            |            |            |            |            |            |            |            |

Anotacions
- 1 Bones va ser substituït per Seacrest al segon episodi de "Top 20 Duets" de la temporada 17, a més de ser mentor intern durant tota la temporada.
- 2 Lambert va ser substituït per Urban en una ubicació d'audició de la temporada 14 (ciutat de Nova York), a causa de l'emergència familiar d'aquest últim.

## Procés de selecció

### Requisits de participació
El rang d'edat acceptable dels participants actualment és de 15 a 28 anys. El límit d'edat inicial havia sigut de 16 a 24 anys, en les primeres tres temporades. El límit màxim va ser incrementat a 28 anys en la temporada 4, i el mínim va baixar a 15 en la temporada 10.
Els participants han de ser residents legals als EUA i no han de tenir cap enregistrament actual ni cap contracte fix quan comença la fase semifinal (inicialment, aquest requeriment aplicava des del primer càsting).

### Audicions inicials
Els participants passen per tres rigoroses sèries d'eliminació. La primera és una breu audició conjunta amb altres tres participants, davant d'un panell de selectors, que eventualment pot incloure algun productor del programa. El nombre de participants pot superar les 10.000 persones a cada ciutat, però només al voltant de 100 a 200 participants de cada càsting superen aquesta ronda preliminar. Els participants reeixits són enviats a una segona audició davant dels productors. Després d'aquest segon sedàs, els aspirants actuen davant del jurat del programa, que és l'única etapa del càsting mostrada als televidents. Els participants aprovats pels jutges són enviats als estudis de la cadena a Hollywood.

### Setmana Hollywood
Una vegada a Hollywood, els participants es presenten individualment o en grups en una sèrie de rondes. En l'estructura clàssica del programa, tenen lloc tres rondes d'eliminació. En la primera ronda els participants apareixen en grups, però es presenten individualment. Per a la següent ronda els participants es divideixen en petits grups i canten una cançó tots plegats. En la ronda final els participants es presenten en solitari amb una cançó de la seva elecció a cappella o acompanyats pel grup de música del programa.
En la temporada 2 i 3 se'ls demanava als participants escriure lletres originals o melodies en una ronda addicional (intercalada després de la primera fase). En la temporada 7, la ronda grupal va ser eliminada, i els jutges tenien la capacitat de passar a participants directament a la ronda final de Hollywood, després d'una primera presentació en solitari on ells es podien cantar acompanyats d'un instrument o pel grup musical. En la temporada 10 es van afegir dues rondes addicionals: una a Las Vegas i una actuació en solitari extra.
Un cop enllestida aquesta fase de Hollywood, al voltant de 24 a 36 participants es classifiquen per passar a l'etapa semifinal.

### Votació dels televidents
A partir de les semifinals, el destí dels participants és decidit per la votació del públic. Durant les actuacions dels participants i al resum final, es mostra en la pantalla un número 900 per a cada participant. Durant un termini de dues hores des que acaba l'episodi (i fins a quatre hores per a la final), els televidents poden trucar o enviar un missatge de text (a partir de la segona temporada) al número del seu concursant favorit, i cada trucada o missatge és registrat com un vot per a aquest participant. Als televidents se'ls permet votar totes les vegades que vulguin dins del temps límit de votació.
Un o més dels participants menys populars poden ser eliminats en setmanes successives, fins que s'elegeix el guanyador. Al llarg de la primera temporada es va registrar un nombre acumulat de 110 milions de vots; mentre que en la 8a temporada, aquesta xifra va arribar als 624 milions. La votació via missatges de text va estar disponible a partir del segon any, quan AT&T es va unir com a col·laborador del programa, rebent un total de 7,5 milions de missatges. El nombre de SMS es va incrementar ràpidament, arribant a pics de 178 milions de missatges a la vuitena temporada. La votació en línia va estar disponible per primera vegada a la temporada 10. Els vots són comptabilitzats i verificats per Telescope Inc.

### Semifinals
En les primeres tres temporades, com en les temporades 8 i 10, els semifinalistes van ser dividits en diferents grups per presentar-se individualment en diferents nits. A la primera temporada, va haver-hi tres grups de deu, i els tres millors participants de cada grup passaven a les finals. A les temporades 2 i 3, va haver-hi quatre grups de vuit, i els dos millors eren seleccionats. A la temporada 8 va haver-hi tres grups de dotze, i tres participants passaven de ronda – l'home més votat, la dona més votada, i el següent cantant més votat. A la temporada 10, les noies i els nois es van presentar en nits diferents i cinc d'ells eren escollits. Aquestes cinc temporades també van tenir una ronda de comodí on els participants que no continuaven en competició tenien una oportunitat addicional. A més, cada membre del jurat disposava d'un comodí, que classificava directament al concursant de la seva elecció, sense haver de sotmetre's a la votació del públic.
Des de la quarta temporada fins a la setena, així com en la novena, els vint-i-quatre semifinalistes eren dividits per gènere amb la finalitat de garantir la mateixa quantitat de persones per gènere al Top 12. Els homes i dones cantaven separadament en nits consecutives, i els dos menys votats de cada grup eren eliminats fins que només quedessin sis de cada gènere per conformar el Top 12.

### Finals
Les finals van ser transmeses en hores de major audiència per CBS Television City a Los Angeles, en directe i davant del públic de l'estudi, durant vuit setmanes a la primera temporada i onze setmanes a les temporades següents fins a la temporada 10 que dura dotze setmanes. Cada finalista presenta una cançó o cançons triades d'una temàtica setmanal. Els temes poden estar basats en un gènere musical com Motown, Disco o Big band, cançons d'artistes com Michael Jackson, Elvis Presley o The Beatles, o temes més genèrics com a èxits núm. 1 dels Billboard o cançons de l'any de naixement dels participants. Els participants usualment treballen amb un mentor famós relacionat amb el tema. A la temporada 10, Jimmy Iovine va ser convidat com a mentor fix, en lloc de rebre'n un de nou a cada setmana. Inicialment, els participants cantaven una cançó cada setmana, però això es va incrementar a dues cançons des del Top 4 o 5, i després a tres cançons pel Top 2 o 3.
En les primeres setmanes de les finals, els tres concursants menys populars passen al centre de l'escenari. El jurat en salva un i, dels dos restants, queda eliminat el què ha rebut menys vots. Per acomiadar-lo del programa, s'emet un recull dels millors moments i la darrera actuació. Tanmateix, a partir de la vuitena temporada, els jutges poden anul·lar la decisió dels televidents amb la "Salvació del Jurat" – on poden rescatar al participant expulsat per decisió unànime. Quan això passa, al programa següent seran eliminats dos participants. La carta de la salvació pot emprar-se només una vegada en tota l'edició, i sempre abans del Top 5.
En la gran final, els dos participants que romanen en competició es presenten per determinar al guanyador. A les primeres sis temporades, a part de la temporada dos, la final era transmesa des del Teatre Kodak, que té una capacitat per a una audiència d'aproximadament 3.400 persones. La final de la segona temporada es va realitzar a l'Amfiteatre Gibson. Des de la temporada 7 en endavant, l'escenari es va canviar al Teatre Nokia, que té un aforament d'aproximadament 7.000 persones. Després de les actuacions, mentre es desenvolupa el televot, té lloc un programa especial plena d'actuacions, i al final s'anuncia al guanyador de l'edició, que és proclamat "American Idol".

### Recompensa per al guanyador i finalistes
El guanyador rep un contracte d'enregistrament amb una discogràfica important, que pot ser de fins a sis àlbums en set anys, i obté un contracte de direcció amb afiliats d′American Idol com 19 Management (que té la primera opció de signar a tots els participants), com també alguns altres contractes lucratius. Tots els guanyadors, segons s'ha informat, han guanyat almenys 1 milió de dòlars en el seu primer any des de que van passar pel programa. Tots els segons classificats de les primeres nou temporades, així com altres finalistes, també han rebut contracte d'enregistrament amb discogràfiques importants. Tots els finalistes del Top 10 van guanyar el privilegi d'anar a una gira on cadascun dels participants podria guanyar una xifra milionària de diners. La desena temporada és la primera a tenir onze finalistes anant de gira.

## Sinopsi de les temporades

### Perspectiva general del programa
Cada temporada comença amb la ronda d'audició en diferents ciutats on uns pocs centenars d'entre milers de participants són triats pels jutges. Típicament, els episodis emesos d'aquesta fase mostren un grup de finalistes amb gran potencial i trets interessants, barrejats amb alguns participants incompetents que actuen de manera deplorable. Cada participant reeixit rep un tiquet daurat, que simbolitza l'accés a la ronda Hollywood.
Basat en les seves presentacions durant la ronda Hollywood, de 24 a 36 participants són triats pel jurat per passar a les semifinals. A partir de les semifinals, el participant comença a cantar en directe, i el jurat donant crítiques després de les presentacions. Els participants reben votació del públic televident, i el resultat d'aquesta votació és després revelat en el xou de resultats, usualment, la nit següent. El xou de resultats mostra presentacions grupals pels participants com a presentacions de convidats. El xou de resultats del Top 3 també presenta el retorn a la llar dels finalistes del Top 3. La temporada arriba al seu màxim clímax en una final amb una nit de resultats de dues hores en què el guanyador de la temporada és revelat.
Amb excepcions de la primera i segona temporada, els participants a partir de les semifinals, es presenten davant d'una gran audiència i amb una banda completa en les finals. Des de la quarta temporada fins a la novena, la banda d'American Idol va ser dirigida per Rickey Minor i a partir de la desena temporada per Ray Chew. L'ajuda als cantants també pot ser donada per entrenadors vocals i arregladores de les cançons, com Michael Orland i Debra Byrd als participants darrere d'escena. Els participants poden presentar-se amb un instrument musical des de la setena temporada en les rondes Hollywood en endavant. Les presentacions van ser usualment transmeses en directe els dimarts en la nit i el xou de resultats els dimecres als Estats Units i el Canadà en les primeres nou temporades, però es va canviar a dimecres i dijous en la desena temporada.

### Temporada 1

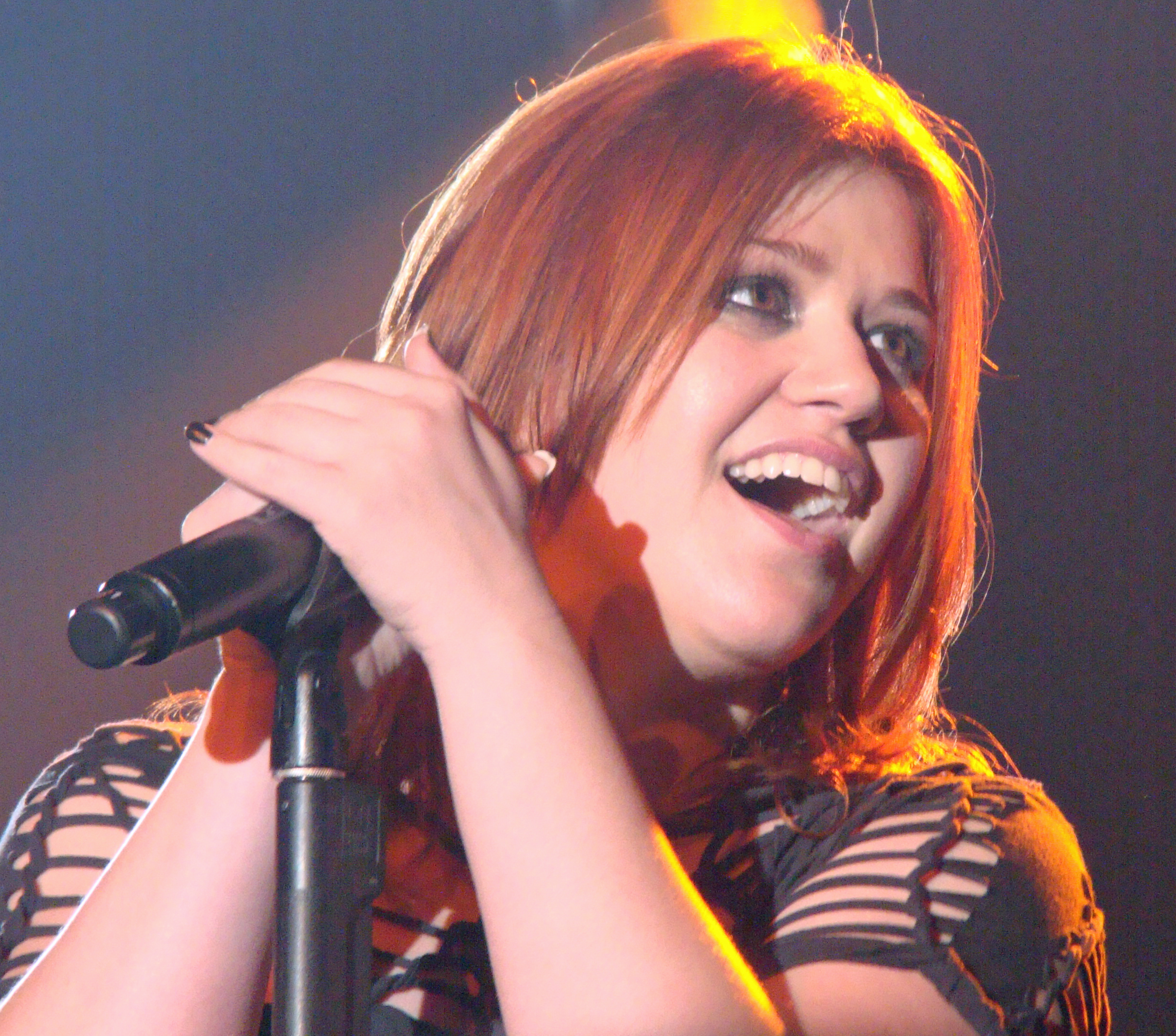
Kelly Clarkson guanyadora de la primera temporada d'American Idol.

La primera temporada d'American Idol va emetre's a Fox com un complement per a la graella d'estiu. Va ser copresentat per Ryan Seacrest i Brian Dunkleman.
En la ronda d'audicions, 121 participants van ser triats dels 10.000 que van participar en el procés de selecció. Aquests van ser eliminats fins a tenir 30 per a les semifinals, tenint a 10 passant a les finals. Una de les primeres favorites per guanyar el programa va ser Tamyra Gray, però va ser eliminada en el Top 4. Fou la primera eliminació d'impacte, fet que es va reproduir en altres temporades. Una altra eliminació sorprenent va ser la de Christina Christian, qui va haver de ser ingressada en un hospital amb dolor en el pit i palpitacions abans de saber-se el resultat del Top 6, havent de ser exclosa del concurs.
Jim Verraros va ser el primer participant obertament gai del programa. Va revelar-ne l'orientació sexual en el seu blog personal, però va haver d'esborrar aquest contingut durant el concurs a petició dels productors del programa, pretesament per què això podria influir injustament en els vots.
L'enfrontament final va ser entre Justin Guarini, un dels favorits, i Kelly Clarkson. Clarkson no va ser vista inicialment com una forta aspirant, però va impressionar als jutges amb algunes bones presentacions en les rondes finals, com la seva presentació de "Natural Woman" d'Aretha Franklin, i "Stuff Like That There" de Betty Hutton, i finalment va ser coronada el 4 de setembre de 2002.
Clarkson va estrenar el seu primer senzill durant la gran final, cançó que va ser sortir al mercat l'endemà mateix —quelcom que s'ha convertit en una tradició en el programa. El single, "A moment like this", va trencar el rècord de setmanes al capdamunt de la llista Billboard Hot 100, que havien mantingut The Beatles durant 38 anys. Justin Guarini no va llançar el seu senzill immediatament després del programa, l'únic segon classificat que no ho ha fet. Des del seu pas pel programa, Kelly Clarkson ha arribat a ser una artista globalment reconeguda i ha venut més de 25 milions d'àlbums en tot el món. Tal com s'havia establert en les bases del programa, Clarkson i Guarini van rodar una pel·lícula musical, From Justin to Kelly, que es va estrenar el 2003, però que no va obtenir bons resultats.
El 30 de setembre de 2006, aquesta primera temporada va canviar de nom i ara es coneix com "American Idol Rewind".

### Temporada 2
Gràcies a l'èxit de la primera temporada, el show va renovar i la segona temporada va començar a retransmetre's el gener de 2003. El nombre d'episodis es va incrementar, propiciat per un major pressupost mercès als ingressos per publicitat. Dunkleman va deixar el programa, i Seacrest va restar com l'únic conductor. Kristin Adams va ser, en un inici, anunciada com a copresentadora, però finalment el seu rol durant les transmissions va ser secundari.
El concursant Corey Clark va ser desqualificat durant les finals després de revelar-se el seu historial policial. No obstant això, el cantant més tard va afirmar que ell i Paula Abdul havien tingut una aventura durant el programa i que això va contribuir a la seva expulsió, doncs ella li donava un tractament preferencial al programa. Les acusacions van ser rebutjades per la cadena després d'una investigació independent. Altres dos participants, tots dos semifinalistes, també van ser desqualificats aquest any: Jaered Andrews, després que fos arrestat per un presumpte assalt; i Frenchie Davis, quan es va descobrir que havia sigut model per a una pàgina web per a adults.
Ruben Studdard va sortir com a guanyador, derrotant Clay Aiken per un petit marge. Studdard va obtenir solament 134.000 vots més que Aiken, sobre un total de 24 milions de vots rebuts. L'estret marge de la victòria va ser controvertit, a causa del gran nombre de trucades que no es van poder comptabilitzar. En una entrevista prèvia a la cinquena temporada, el productor executiu Nigel Lythgoe va indicar que Aiken havia liderat les votacions vàries setmanes abans de la gran final.
Clay Aiken va tenir molt de succés amb el senzill "This is the night", estrenat al programa, així com en els següents àlbums que ha publicat. També Studdard ha tingut una carrera notòria, així com el quart classificat, Josh Gracin, cantant de música country.

### Temporada 3
La tercera temporada es va estrenar el 9 de gener de 2004. Un dels participants més polèmics durant el procés d'audició va ser William Hung, qui va fer una interpretació força desafinada de "She Bangs", de Ricky Martin. Malgrat això, va rebre una gran atenció mediàtica i va aconseguir signar un contracte discogràfic, sent el tercer participant amb majors vendes de l'edició.
Els grans noms de la temporada van ser les tres cantants afroamericanes, Fantasia Barrino, LaToya London i Jennifer Hudson, sobrenomenades com les Tres Dives. Inesperadament, les tres concursants van ser les que menys suport del públic van rebre en la setmana del Top 7, i l'eliminada d'aquella ronda va resultar na Jennifer Hudson. Elton John, que va ser un dels mentors durant la temporada, va titllar el resultat dels vots com a «increïblement racista». A més, els participants John Stevens i Jasmine Trias, malgrat diversos comentaris negatius del jurat, van superar moltes més rondes, causat un cert ressentiment. Es va saber que John Stevens havia rebut una amenaça de mort, la qual cosa ell va desmentir com una broma desmesurada.
La interpretació de "Summertime", per part de Fantasia Barrino (que després va ser coneguda monònimament pel prenom), en la setmana del Top 8, va ser àmpliament valorat com la millor de la temporada. Simon Cowell va considerar-lo com el seu moment favorit de les 9 temporades en què va ser jurat del concurs. Fantasia i Diana DeGarmo van ser les finalistes. Al voltant de 65 milions de vots es van rebre aquella nit, més que les dues primeres temporades juntes; i Fantasia va ser coronada com la guanyadora. Va estrenar el seu senzill "I Believe", una cançó escrita per la finalista de la primera temporada Tamyra Gray; mentre que Diana DeGarmo va llançar "Dreams". Fantasia va sortir del programa com una reeixida artista i Jennifer Hudson també va obtenir un succés considerable, arribant a guanyar un Oscar a la millor actriu secundària i un Grammy per millor àlbum R&B.

### Temporada 4

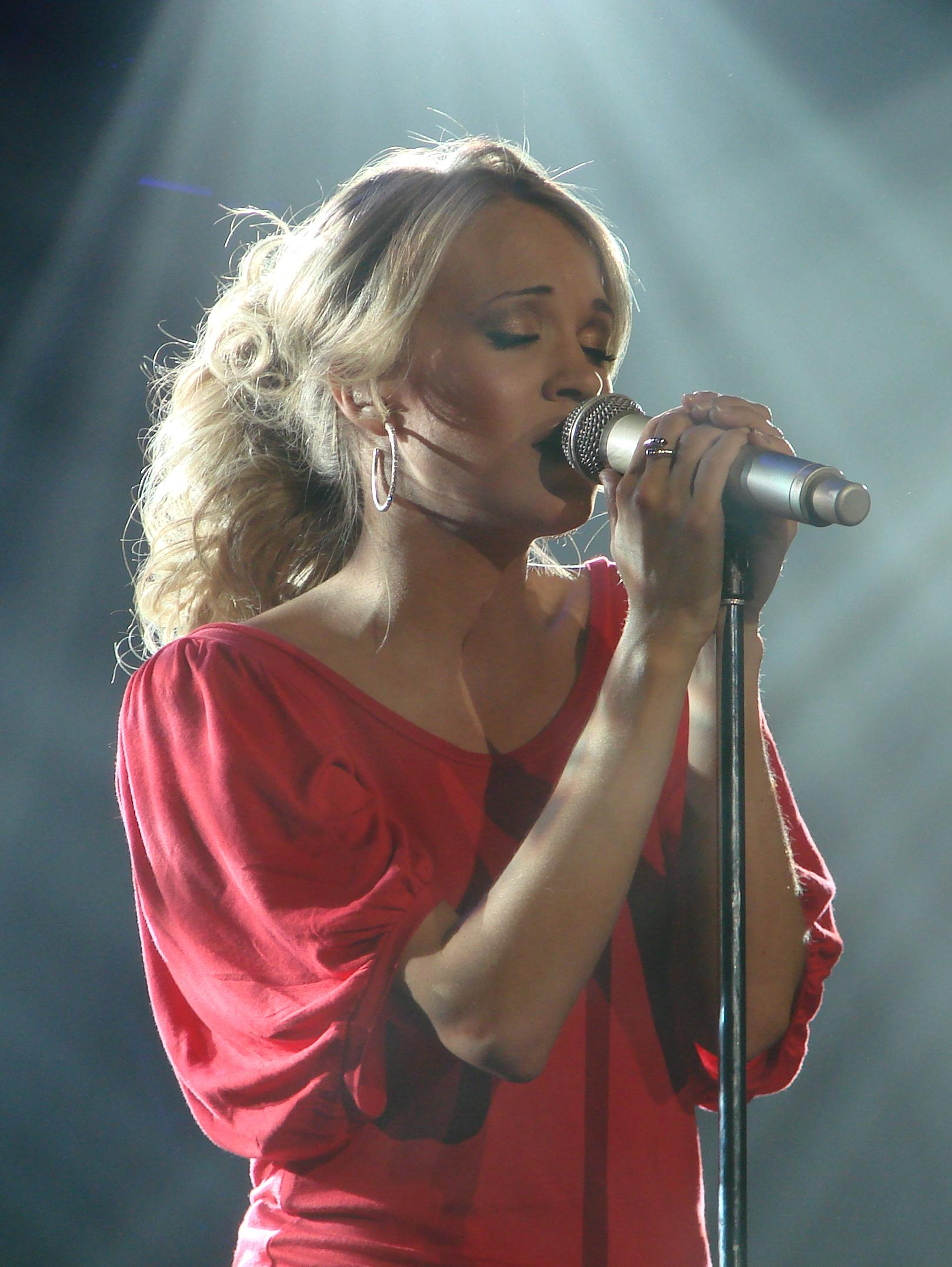
Carrie Underwood, la guanyadora de la 4a temporada del programa.

La quarta temporada es va estrenar el 18 de gener de 2005; aquesta va ser la primera temporada de la història a ser transmesa en alta definició, després que la final de la tercera temporada també es va transmetre en alta definició. El nombre de persones que van acudir a les audicions per a aquesta edició va pujar fins a prop de 100.000 persones, molt per sobre de les 10.000 que van fer-ho en la primera temporada. El límit d'edat es va augmentar fins als 28 anys, amb l'objectiu d'ampliar la varietat de participants. Entre els concursants que es van beneficiar d'aquesta modificació del reglament es trobaven Constantine Maroulis i Bo Bice, "els dos rockers" del programa. La seva presència va inspirar altres músics del gènere rock a inscriure's en temporades posteriors, com va ser el cas de Chris Daughtry en l'any següent.
Els finalistes del Top 12 incloïen a Mario Vazquez, però es va retirar de la competició justificant «raons personals» i va ser reemplaçat per Nikko Smith. Dos anys més tard, un treballador de Freemantle Media, l'empresa que produeix el programa, va demandar la companyia per acomiadament improcedent, afirmant que havia sigut despatxat després de fer arribar una queixa al seu cap pel comportament lasciu Vázquez envers ell durant el programa.
En el Top 11, a causa d'una confusió amb els nombres telefònics dels participants, la votació es va haver de repetir, i els resultats van publicar-se l'endemà.
Al maig de 2005 Telescope va anunciar que la quarta temporada va tenir un total d'aproximadament 500 milions de vots. La guanyadora va ser Carrie Underwood, i en segon lloc va quedar Bo Bice. Tots dos plegats van estrenar la cançó "Inside Your Heaven". D'aquesta edició, Underwood ha esdevingut la cantant amb major nombre de discos venuts, al voltant de 12 milions d'unitats.

### Temporada 5
La cinquena temporada d'American Idol va començar el 17 de gener de 2006, i ha sigut la temporada amb més audiència. Dos dels participants més destacats durant la ronda Hollywood van ser els bessons Brittenum, que després van ser desqualificats per suplantació d'identitat.
La interpretació per part de Chris Daughtry del tema de Fuel "Hemorrhage (In My Hands)" va ser amplament lloada i va brindar-li l'oportunitat d'unir-se a la banda com a solista, malgrat que Daughtry va rebujar l'oferiment. Quan Daughtry va cantar "I Walk the Line", de Johnny Cash, també va ser molt elogiat pel jurat, alhora que va ser durament criticat per no haver mencionat que havia cantat la versió feta pel grup Live, doncs també mereixen un reconeixement. Ell va ser eliminat en el Top 4, en uns resultats sorprenents.
El 30 de maig de 2006, Telescope va anunciar que un total de 63 milions de vots van ser emesos en la ronda final, i que l'acumulat durant tota la temporada havia arribat als 580 milions. Taylor Hicks va ser coronat com American Idol, i en segon lloc va quedar Katharine McPhee. "Do I Make You Proud" va ser estrenat com el primer senzill de Hicks, i "My Destiny" va ser el de McPhee.
Malgrat haver quedat eliminat abans de l'esperat, Daughtry ha sigut l'artista més venedor de tots els concursant d'aquest any. Molts altres participants de la temporada com Kellie Pickler, Elliott Yamin, Bucky Covington, Mandisa, a més dels dos finalistes, també han tingut una profitosa carrera. Aquesta fornada de cantants ha sigut la que més discos ha aconseguit fer entrar en les llistes musicals.

### Temporada 6

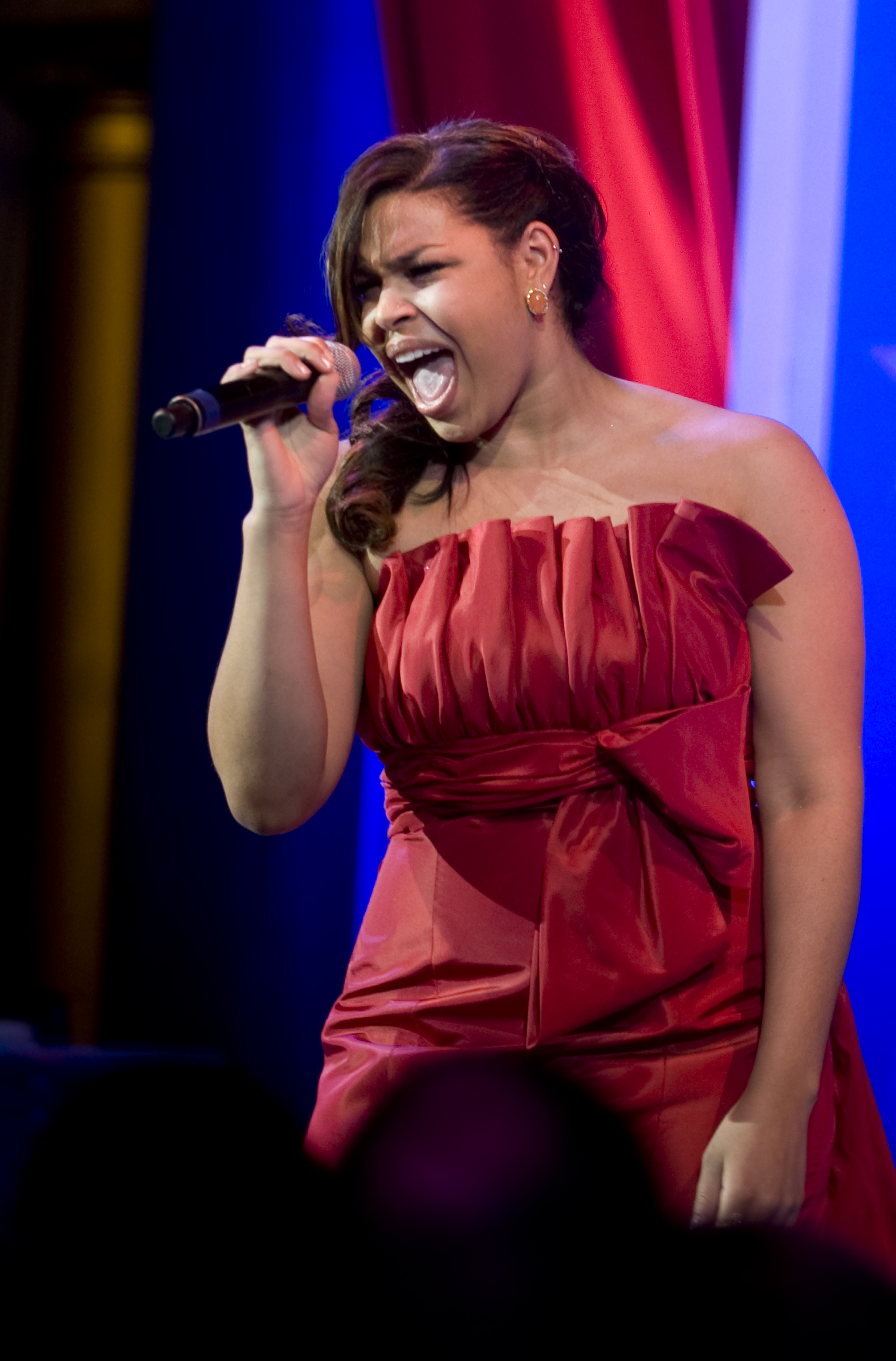
Jordin Sparks, sisena guanyadora d'American Idol.

La sisena temporada va començar el dimarts 16 de gener del 2007. L'episodi d'estrena va aconseguir una audiència de 37,3 milions de televidents, arribant en l'última mitja hora a pics de més de 41 milions.
L'adolescent Sanjaya Malakar va ser el participant més comentat d'aquesta temporada d'American Idol, tant pel seu pentinat com per les pobres valoracions que recollia del jurat programa rere programa. Ambtot, va haver-hi un corrent popular a favor del jove —encapçalat per la personalitat de la ràdio Howard Stern— que animaven als fans a votar per Sanjaya. No obstant això, Sanjaya va caure eliminat al Top 7. La semifinalista Antonella Barba també va rebre una gran atenció mediàtica quan unes fotografies picants d'ella van sortir a la llum durant el concurs.
Aquell any es va emetre la primera telemarató protagonitzada pels concursants. Anomenada Idol Gives Back, va recaptar més de 76 milions de dòlars en donacions. Cap participant va ser eliminat aquella setmana, però dos, Phil Stacey i Chris Richardson, van ser eliminats en la setmana següent. Melinda Doolittle, una de les grans favorites, va caure en el Top 3.
Jordin Sparks va ser declarada com a guanyadora el 23 de maig de 2007, amb un nou rècord de 74 milions de vots en la final, derrotant Blake Lewis. Sparks s'ha consagrant com una gran cantant després del seu pas pel programa.
Una altra novetat de l'edició va afectar al senzill que publica el guanyador l'endemà de la final. En paral·lel a l'enregistrament de la temporada, va tenir lloc un concurs cantautors. Milers de cançons originals van ser enviades al concurs, de les què 20 van ser les escollides pel vot popular. La cançó guanyadora, "This Is My Now", va ser interpretada per ambdós finalistes durant la darrera gala, i llançada per Jordin Sparks el 24 de maig de 2007.

### Temporada 7
American Idol va tornar a la setena temporada el 15 de gener de 2008 en una estrena dividida dos dies, quatre hores. La premsa es va centrar en l'estatus professional dels participants de la setena temporada, anomenats 'dobles', molts dels quals havien tingut contractes d'enregistrament anteriorment, com Kristy Lee Cook, Brooke White, Michael Johns, i particularment Carly Smithson. El finalista David Hernandez també va atreure l'atenció a causa del seu passat, quan treballava com a stripper. Va ser la primera edició en què les cançons enregistrades pels participants eren llançades a iTunes després de cada gala i, habitualment, arribaven al cim de la llista de vendes de la plataforma. Idol Gives Back va tornar 9 d'abril de 2008 i va obtenir 64 milions de dòlars per a caritat.
Per a les finals, American Idol va estrenar un escenari d'última generació l'11 de març de 2008, i una nova imatge visual. La presentació de "Billie Jean" de David Cook en el Top 10 va ser lloada pel jurat, però la controvèrsia va aparèixer quan el programa va anunciar que cantaria la versió del tema feta per Chris Cornell, quan en realitat Cook va optar per una adaptació pròpia. La setmana següent, Cook va haver de ser portat a l'hospital després de la gala, per problemes cardíacs. El concursant David Archuleta va cantar "Imagine" en la semifinal, una actuació considerada per molts com una de les millors de la temporada. Jennifer Lopez va mencionar que havia sigut un preciós moment musical que mai oblidaria. Per la seva part, la interpretació d'"Hallelujah" per part de Jason Castro també va rebre una gran valoració, i això va provocar que la versió de Jeff Buckley arribés al cim de la llista d'streaming de Billboard.
Els finalistes van ser David Cook i David Archuleta, primera vegada en la història del concurs en la què cap dels dos primers classificats mai van situar-se en la zona de perill (els tres cantants menys votats de cada episodi). David Cook va ser anunciat com a guanyador d'American Idol de la setena temporada l'11 de maig de 2008, el primer rocker en obtenir el premi. Aquesta temporada també va tenir el concurs de cantautors d'American Idol i, en la darrera gala, cada finalista va cantar una de les 10 propostes més populars. No obstant, cap d'aquestes dues va ser la que va enregistrar el vencedor, que va acabar enregistrant "The Time of My Life". El senzill d'estrena de David Cook va veure la llum el 22 de maig del 2008 i ha sigut el més venut de tots els singles de debut de totes les edicions.

### Temporada 8
La vuitena temporada d'American Idol va començar el 13 de gener de 2009. Aquesta va presentar menys episodis sobre el procés de selecció. Mike Darnell, directiu de Fox, va dir que se centraria més en la realitat dels participants i en el seu estat emocional, per tant, molta atenció del programa es va centrar en la viduïtat de Danny Gokey i en participants més sucosos, com Tatiana Del Toro i Nick Mitchell.
En el primer gran canvi del panell de jutges, Kara DioGuardi va incorporar-se com a quarta membre del jurat. Aquesta també va ser la primera temporada sense el productor executiu Nigel Lythgoe, qui va deixar el programa per centrar-se en les versions internacionals del programa So You Think You Can Dance. La ronda Hollywood va ser traslladada al Teatre Kodak i també va ser estesa per dues setmanes. Idol Gives Back va ser cancel·lat aquesta temporada a causa de la crisi econòmica global en curs.
Va haver-hi 13 finalistes en aquesta temporada, però dos van ser eliminats després de la primera ronda. Una altra novetat va ser la "Salvació del Jurat", i Matt Giraud va ser amnistiat pel jurat en el Top 7, després d'haver rebut la menor quantitat de vots. La setmana següent, Lil Rounds i Anoop Desai van caure eliminats. Els dos finalistes van ser Kris Allen i Adam Lambert, que casualment havien format part plegats del trio menys votats en el Top 5. Kris Allen va guanyar el concurs en el resultat de votacions més controvertit des de la segona temporada. Es va reclamar, basades en que un 38% dels 100 milions de vots rebuts aquella nit s'havien fet des d'Arkansas, l'estat nadiu d'Allen, Arkansas, i que empleats d'AT&T d'aquell estat hi havien col·laborat ensenyant com fer enviaments massius de missatges de text en trobades i festes en suport a Allen. La queixa va ser retirada poc després, doncs l'empresa encarregada del recompte mai havia divulgat el nombre de vots segregat per estat i s'havia tractat d'una notícia enganyosa.
Tots dos, Allen i Lambert van enregistrar conjuntament la cançó "No Boundaries" que va ser escrita per Kara DioGuardi, llançada l'endemà de la gran final. Encara que amdós han tingut una carrera musical solvent, aquesta va ser la primera temporada en la qual el guanyador no va poder aconseguir el disc d'or amb el seu àlbum debut.

### Temporada 9
La novena temporada d'American Idol es va estrenar el 12 de gener de 2010. La història va continuar amb el panell del jurat. Ellen Degeneres es va unir com a jutgessa per reemplaçar Paula Abdul, però el seu pas pel concurs va ser fugaç, marxant al final de temporada.
Un dels participants més prominents en aquesta temporada va ser el general Larry Platt, i la seva interpretació de "Pants on the Ground" va arribar a ser un èxit viral.
Crystal Bowersox, qui té diabetis de tipus 1, va ser hospitalitzada després de patir una cetoacidosi diabètica el dia en què les noies del Top 20 havien d'actuar. El calendari del programa va alterar-se i els nois van actuar aquella nit, permetent a Bowersox un dia de repòs. Després es va revelar que Ken Warwick, productor del programa, volia desqualificar-la, però ella va demanar aquell dia extra per poder romandre al programa.
Michael Lynche va ser el menys votat en el Top 9 i se li va atorgar la Salvació del Jurat. La setmana següent, Katie Stevens i Andrew Garcia van ser eliminats. Durant aquella ronda, Adam Lambert va ser convidat com a mentor, el primer "Idol" en fer-ho. Idol Gives Back va tornar aquesta temporada, el 21 d'abril de 2010. Com s'havia anunciat que Simon Cowell s'acomiadava aquell any d'American Idol, el programa va oferir-li un tribut especial durant la final, incloent una especial visita de Paula Abdul.
Aquesta va ser la segona temporada on cap dels dos finalistes mai van estar entre els menys votats. Lee DeWyze va ser declarat guanyador durant la final del 26 de maig, després d'imposar-se a Crystal Bowersox. Aquest any; els dos finalistes van publicar una versió com a senzill de debut (DeWyze va triar "Beautiful Day" d'U2, i Bowersox va triar "Up to the Mountain" de Patty Griffin), enlloc d'una cançó inèdita, com s'havia fins llavors. Aquesta és la primera temporada on cap dels dos finalistes han assolit una venda prou significativa de discos.

### Temporada 10
La desena temporada es va estrenar el 19 de gener de 2011 en Fox. Es van introduir molts canvis en aquesta edició, des del format fins al personal del programa. Jennifer Lopez i Steven Tyler es van unir a Randy Jackson aquesta temporada com a membres del jurat. Jimmy Iovine, president del grup Interscope Geffen A&M Records (una de les branques d'Universal Music Group) —nou soci estratègic d'American Idol—, va incorporar-se com a mentor intern, reemplaçant la figura dels mentors convidats setmanalment. Nigel Lythgoe va tornar com a productor executiu de l'espectacle.
Aquest any va ser el primer a incloure audicions en línia: entre el 15 de setembre i el 10 d'octubre de 2010, qualsevol persona podia enviar un vídeo, d'uns 40 segons, a través de la plataforma Myspace. Karen Rodriguez va ser la primera concursant que va arribar a les rondes finales després d'haver seleccionada per aquest nou sistema.
Un dels participants més prominents va ser Chris Medina, qui va captivar al públic explicant la història de la seva promesa, que havia patit danys cerebrals causat per un accident de trànsit, dos mesos abans de contraure matrimoni. Un altre concursant, Casey Abrams, qui pateix de colitis ulcerosa, va ser hospitalitzat dues vegades durant el concurs. Abrams va ser el menys votat en el Top 11, però va ser amnistiat gràcies a la Salvació del Jurat. Per aquesta raó, va poder participar en la gala del Top 10, i de retruc, va participar en la gira musical anual dels finalistes, que per primer cop va tenir 11 participants.
Pia Toscano, una de les grans favorites de l'edició, va quedar en 9a posició després de caure eliminada inesperadament el 7 d'abril del 2011. L'expulsió va desencadenar crítiques d'antics concursants i d'altres celebritats, com l'actor Tom Hanks. Aquesta temporada va ser la primera en què els dos concursants més joves van arribar a la gran final: Scotty McCreery (17 anys) i Lauren Alaina (16 anys). El 25 de maig de 2011, McCreery va ser declarat guanyador (l'home més jove en ser proclamat "American Idol").

### Temporada 11

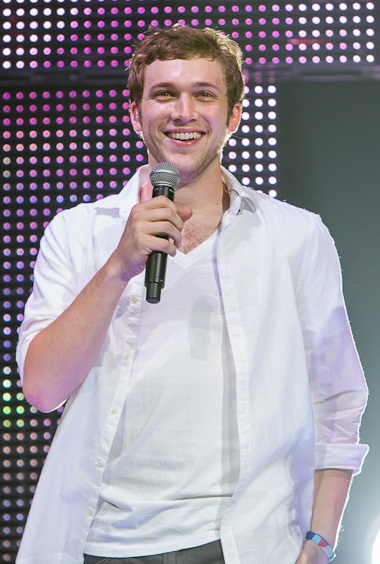
Phillip Phillips, onzè guanyador d′American Idol.

L'onzena temporada es va estrenar el 18 de gener de 2012. El 23 de febrer es va anunciar que el  Top 24 passaria a tenir un membre més, esdevenint un Top 25. L'afortunat participant que va beneficiar-se d'aquesta plaça adicional va ser Jermaine Jones. No obstant això, el 14 de març, Jones va ser desqualificat en el 12º lloc, per no haver comunicat a la producció el seu historial delictiu, que incloïa detencions i ordres judicials pendents.
Phillip Phillips va patir un fort dolor renal i va ser hospitalitzat abans del Top 13. Va rebre un tractament mèdic per alleujar una obstrucció causada per càlculs renals. Es va reportar que Phillips va sotmetre's a vuit cirurgies durant tota la temporada i es va plantejar retirar-se del concurs. Poc després que la temporada acabés, es va sotmetre a una cirurgia per eliminar els càlculs i reconstruir el seu ronyó.
Jessica Sanchez va rebre el menor nombre de vots durant la setmana Top 7, i els jutges van decidir emprar la carta de la Salvació del Jurat, la primera dona a rebre-ho. La setmana següent, Colton Dixon va ser l'únic concursant expulsat, enlloc dels habituals dos eliminats que s'havien donat en anys anteriors. Sanchez va arribar a la gran final, sent el primer cop que un concursant salvant arribava a la darrera gala.
L'edició va establir un nou rècord mundial amb 132 milions de vots rebuts. Phillip Phillips, el cantant que havia patit problemes al ronyó, finalment va resultar-ne vencedor, superant àmpliament Sanchez. Abans d'anunciar-se'n el nom, el finalista de la temporada 5 Ace Young va proposar matrimoni a la subcampiona de la tercera temporada Diana DeGarmo dalt de l'escenari, i ella va acceptar.
Phillips va llançar "Home" com la seva cançó de coronació, mentre que Jessica Sanchez va publicar "Change Nothing". "Home" s'ha convertit en el single de debut més venut de tota la història del programa.

### Temporada 12
La dotzena temporada es va estrenar el 16 de gener de 2013. Els jutges Jennifer Lopez i Steven Tyler van abandonar el programa després de dues temporades. El panell de jutges d'aquesta temporada va estar format pel veterà Randy Jackson, juntament amb Mariah Carey, Keith Urban i Nicki Minaj. Aquesta va ser la primera edició en recuperar el quart jutge, des de la temporada 9. Les picabaralles entre Minaj i Carey van desfermar la polèmica durant tot el concurs, i es va especular que Carey renunciaria abans d'enllestir la temporada.
El 16 de maig de 2013 va ser proclamada guanyadora Candice Glover, una cantant que havia participat de les darreres 4 audicions. El senzill de debut va ser "I am Beautiful"; mentre que el segon classificat, Kree Harrison, va estrenar "All Cried Out".
Randy Jackson va anunciar que aquell seria el seu darrer any al programa, per poder atendre alguns negocis. Ryan Seacrest va dir-li que sempre seria benvingut a American Idol, si en algun moment desitjava tornar-hi.

### Temporada 13
El panell de jutges va patir una gran reestructuració, per la baixa ja anunciada de Randy Jackson, i es de Mariah Carey i Nicki Minaj, que no van ser renovades després de la mala experiència de l'edició anterior. Keith Urban va repetir com a jurat i Jennifer Lopez, qui havia abandonat el seu lloc després de la temporada 11, s'hi va reincorporar. Harry Connick Jr., es van incorporar com a tercer membre del jurat.
El guanyador de la temporada va ser Caleb Johnson.

### Temporada 14
Aquesta temporada va tenir continuïtat amb el trio de jutges: Jennifer López, Keith Urban i Harry Connick Jr. El guanyador de la temporada va ser Nick Fradiani.

### Temporada 15
American Idol s'acomiadava de Fox aquest any i la gran final va rebre la visita de 4 jurats que havien passat anteriorment pel programa: Kara DioGuardi, Simon Cowell, Randy Jackson i Paula Abdul. Així mateix es va reunir a diferents exconcursants, com Kelly Clarkson, Justin Guarini, Ruben Studdard, Clay Aiken, Fantasia Barrino, Diana DeGarmo, LaToya London, Jennifer Hudson, Carrie Underwood, Bo Bice, Constantine Maroulis, Taylor Hicks, Katharine McPhee, Chris Daugtry, Kellie Pickler, Jordin Sparks, Blake Lewis, Melinda Doolittle, David Cook, David Archuleta, Carly Smisthon, Kris Allen, Danny Gokey, Allison Iraheta, Lee DeWyze, Scooty McCreery, Lauren Alaina, Pia Toscà, Phillip Phillips, Jessica Sanchez, Candice Glover, Kree Harrison, Caleb Johnson, Nick Fradiani, Clark Beckham, etc.
El guanyador de l'edició va ser Trent Harmon.

### Temporada 16
El 2018 es va confirmar el retorn d'American Idol, aquesta vegada a través de la cadena ABC i amb Katy Perry, Lionel Richie i Luke Bryan en les cadires del jurat. Es van produir alguns canvis en el format del programa, com l'eliminació de dos concursant en cada ronda, o la simplificació de la quantitat de músics en escena.
La guanyadora d'aquesta temporada va ser Maddie Poppe, qui en la gala final va cantar el tema "Rainbow Connection" acompanyada de la Granota Kermit. En la final va haver-hi certa suspicàcia quan el primer subcampió del concurs, Caleb Lee, va explicar que havia començat una relació sentimental amb Poppe.
Després de dos anys d'absència, American Idol va reprendre el lideratge perdut en temporades anteriors, deixant ABC en el primer lloc de les audiències.

### Temporada 17
Perry, Richie i Bryan van tornar com a jutges. La final es va realitzar el 19 de maig de 2019. Els sorprenents resultats van deixar Madison VanDenburg, la principal favorita, en tercera posició. El segon lloc va ser per a Alejandro Aranda  i el guanyador d'aquesta temporada va ser el jove de 18 anys Laine Hardy. L'artista procedent de Louisiana, etiquetat dins dels gèneres de rock clàssic i country, havia participat de les audicions en la 16a temporada, caient eliminat al Top 50, a les portes de les finals al plató. El 2019 va tornar-se a presentar davant la insistència del jurat.
Mitjans especialitzats van destacar que en la final de 2019, ABC va doblar l'audiència de la següent competidora (NBC) i va triplicar-ne la de Fox, l'antiga llar del talent show

### Temporada 18
ABC va renovar per a una nova temporada a realitzar-se en 2020. El programa va estrenar-se el 16 de febrer, amb Luke, Katy i Lionel repetint com a jurat, així com Ryan Seacrest en la conducció.
La temporada va començar com la resta de les anteriors, amb les primeres audicions i la segona fase a Hollywood, però a causa de la pandèmia del COVID-19, la fase final va fer-se en remot, amb tots els concursants cantant des dels seus domicilis. La guanyadora de la temporada va ser Just Sam.

### Temporada 19
ABC va renovar per a una nova temporada a realitzar-se en 2021. El programa es va estrenar el 14 de febrer, La premsa nord-americana va esmentar la possibilitat de canvis entre els integrants del jurat, que no van arribar a produir-se. La guanyadora de la temporada va ser Chayce Beckham.

## Tendències geogràfiques
6 dels primers 9 guanyadors del concurs provenien del sud dels Estats Units. Les tres excepcions són Jordin Sparks (Arizona), David Cook (Missouri, tot i que l'estat és sovint considerat part de l'"Upland South") i Lee DeWyze (Illinois). Un gran nombre d'altres notables finalistes del programa també venien del sud del país, incloent Clay Aiken, Kellie Pickler o Chris Daughtry, tots tres de Carolina del Nord. La gran final de 2004 va enfrontar a Fantasia Barrino, de Carolina del Nord, contra Diana DeGarmo, de Geòrgia, una dada que va ser esmentada com una de les raons per al seu èxit en el programa. Segons va informar Nielsen SoundScan, un servei de rastreig de vendes musicals, dels 47 milions de CDs venuts pels participants diIdol fins al gener de 2010, un 85% va ser de concursants amb lligams amb els sud del país.
El programa per si mateix és particularment popular en el sud dels Estats Units, Un estudi de 2009 va publicar que el programa tenia una taxa d'acceptació 10 punts per sobre de la mitjana entre les famílies del sud-est dels Estats Units; arribant a pics del 16% a l'estat de Kentucky.
El guanyador de la cinquena temporada, el cantant d'Alabama Taylor Hicks, quan se'l va preguntar per aquesta qüestió, va dir «la gent del sud té molt orgull... així que són ferms recolzant als participants del seu estat o regió».

## Controvèrsia
El programa va ser criticat en les primeres temporades a causa de l'estricte contracte que els participants havien de signar, i que donava a 19 Entertainment un «control excessiu» sobre les futures carreres artístiques, incloent una elevada part dels ingressos que rebessin.
Alguns participants van generar controvèrsia pel seu passat, o per ser tractar-se de ringers (cantants que la productora ja coneixia i va forçar la seva participació). Un bon nombre de concursants va ser desqualificat per diverses raons, per exemple Joanna Pacitti en la 8a temporada per tenir presumptes connexions amb executius de 19 Entertainment; o Chris Golightly, de la 9a edició, que tenia un contracte discogràfic preexistent, incomplint les normes del programa. Amb tot, el talent show ha sigut acusat de no donar a tothom el mateix tracte, desqualificant alguns concursant però no fent-ho amb uns altres.
Els resultats de les votacions han estat una font consistent de controvèrsies, per exemple quan Jennifer Hudson va ser eliminada en la tercera temporada. El mecanisme de votació també s'havia presentat amb crítiques considerables, especialment significatives en la 2a temporada, quan Ruben Studdard es va enfrontar a Clay Aiken en una votació molt ajustada, o en la 8a temporada, quan es va modificar el mecanisme del vot via SMS (i que va resultar amb 100 milions de missatges de text més que l'any anterior).
La preocupació sobre la votació popular s'ha expressat des dels començaments. Des de la temporada del 2004, la votació també s'ha vist afectada en algun grau per comunitats en línia (com Dialidol.com i Votefortheworst.com) que promovien el vot sense atendre a la qualitat artística dels concursants.

## Idol Gives Back
Idol Gives Back és un esdeveniment especial de caritat que va començar en la sisena temporada, transmetent actuacions dels concursants i de famosos, amb diverses iniciatives de recaptació de fons. Aquest esdeveniment també va ser presentat en la setena i novena temporada i s'ha recaptat prop de $185 milions de dòlars en total.

## Índexs d'audiència televisiva
Els rànquings de la temporada (basats en una mitjana total de televidents per episodi) d'American Idol a Fox. És un dels programes televisius amb els més alts índexs d'audiència en la història de la televisió.
Cada temporada de xarxa televisiva dels Estats Units comença a la fi de setembre i acaba a la fi de maig, la qual cosa coincideix amb la finalització de la quota de pantalla de maig.
| Temporada | Estrena              | Estrena                  | Final                                          | Final                    | Temporada televisiva | Horari                                   | Posició |
| Temporada | Data                 | Televidents (en milions) | Data                                           | Televidents (en milions) | Temporada televisiva | Horari                                   | Posició |
| --------- | -------------------- | ------------------------ | ---------------------------------------------- | ------------------------ | -------------------- | ---------------------------------------- | ------- |
| 1a.       | 11 de juny de 2002   | 9.85                     | Últimes presentacions: 3 de setembre de 2002   | 18.69                    | 2002                 | Dimarts 9:00 p. m. (dia de presentació)  | #30     |
| 1a.       | 11 de juny de 2002   | 9.85                     | Gran final de temporada: 4 de setembre de 2002 | 23.02                    | 2002                 | Dimecres 9:30 p. m.. (dia de resultats)  | #25     |
| 2a.       | 21 de gener del 2003 | 26.50                    | Últimes presentacions: 20 de maig de 2003      | 25.67                    | 2003                 | Dimarts 8:00 p. m. (dia de presentació)  | #5      |
| 2a.       | 21 de gener del 2003 | 26.50                    | Final de temporada: 21 de maig de 2003         | 38.06                    | 2003                 | Dimecres 8:30 p. m. (Dia de resultats)   | #3      |
| 3a.       | 19 de gener de 2004  | 28.96                    | Últimes presentacions: 25 de maig de 2004      | 25.13                    | 2004                 | Dimarts 8:00 p. m. (Dia de presentació)  | #1      |
| 3a.       | 19 de gener de 2004  | 28.96                    | Final de temporada: 26 de maig de 2004         | 28.84                    | 2004                 | Dimecres 8:30 p. m. (Dia de resultats)   | #3      |
| 4a.       | 18 de gener de 2005  | 33.58                    | Últimes presentacions: 24 de maig de 2005      | 28.05                    | 2005                 | Dimarts 8:00 p. m. (Dia de presentació)  | #1      |
| 4a.       | 18 de gener de 2005  | 33.58                    | Final de temporada: 25 de maig de 2005         | 30.27                    | 2005                 | Dimecres 8:00 p. m. (Dia de resultats)   | #3      |
| 5a.       | 17 de gener de 2006  | 35.53                    | Últimes presentacions: 23 de maig de 2006      | 31.78                    | 2006                 | Dimarts 8:00 p. m. (Dia de presentació)  | #1      |
| 5a.       | 17 de gener de 2006  | 35.53                    | Final de temporada: 24 de maig de 2006         | 36.38                    | 2006                 | Dimecres 8:00 p. m. (Dia de resultats)   | #2      |
| 6a.       | 16 de gener de 2007  | 37.44                    | Últimes presentacions: 22 de maig de 2007      | 25.33                    | 2007                 | Dimarts 8:00 p. m. (Dia de presentació)  | #2      |
| 6a.       | 16 de gener de 2007  | 37.44                    | Final de temporada: 23 de maig de 2007         | 30.76                    | 2007                 | Dimecres 8:00 p. m. (Dia de resultats)   | #1      |
| 7a.       | 15 de gener de 2008  | 33.48                    | Últimes presentacions: 20 de maig de 2008      | 27.06                    | 2008                 | Dimarts 8:00 p. m. (Dia de presentació)  | #1      |
| 7a.       | 15 de gener de 2008  | 33.48                    | Final de temporada: 21 de maig de 2008         | 31.66                    | 2008                 | Dimecres 8:00 p. m. (Dia de resultats)   | #2      |
| 8a.       | 13 de gener de 2009  | 30.45                    | Últimes presentacions: 19 de maig de 2009      | 23.82                    | 2009                 | Dimarts 8:00 p. m. (Dia de presentació)  | #2      |
| 8a.       | 13 de gener de 2009  | 30.45                    | Final de temporada: 20 de maig de 2009         | 28.84                    | 2009                 | Dimecres 8:00 p. m. (Dia de resultats)   | #1      |
| 9a.       | 12 de gener de 2010  | 29.95                    | Últimes presentacions: 25 de maig de 2010      | 20.07                    | 2010                 | Dimarts 8:00 p. m. (Dia de presentació)  | #1      |
| 9a.       | 12 de gener de 2010  | 29.95                    | Final de temporada: 26 de maig de 2010         | 24.22                    | 2010                 | Dimecres 8:00 p. m. (Dia de resultats)   | #2      |
| 10a.      | 19 de gener de 2011  | 26.23                    | Últimes presentacions: 24 de maig de 2011      | 20.57                    | 2011                 | Dimecres 8:00 p. m. (Dia de presentació) | #1      |
| 10a.      | 19 de gener de 2011  | 26.23                    | Final de temporada: 25 de maig de 2011         | 29.29                    | 2011                 | Dijous 8:00 p. m. (Dia de resultats)     | #2      |
| 11a.      | 18 de gener de 2012  | 21.93                    | Últimes presentacions: 22 de maig de 2012      | 14.85                    | 2012                 | Dimecres 8:00 p. m. (Dia de presentació) | #2      |
| 11a.      | 18 de gener de 2012  | 21.93                    | Final de temporada: 23 de maig de 2012         | 21.49                    | 2012                 | Dijous 8:00 p. m. (Dia de resultats)     | #4      |
| 12a.      | 16 de gener de 2013  | 17.93                    | Últimes presentacions: 15 de maig de 2013      | 12.11                    | 2013                 | Dimecres 8:00 p. m. (Dia de presentació) | #7      |
| 12a.      | 16 de gener de 2013  | 17.93                    | Final de temporada: 16 de maig de 2013         | 14.31                    | 2013                 | Dijous 8:00 p. m. (Dia de resultats)     | #9      |
| 13a.      | 15 de gener de 2014  | 15.19                    | Últimes presentacions: 20 de maig de 2014      | 6.76                     | 2014                 | Dimecres 8:00 p. m. (Dia de presentació) | #17     |
| 13a.      | 15 de gener de 2014  | 15.19                    | Final de temporada: 21 de maig de 2014         | 10.53                    | 2014                 | Dijous 8:00 p. m. (Dia de resultats)     | #22     |
| 14a.      | 7 de gener de 2015   | 11.20                    | Últimes presentacions: 12 de maig de 2015      | 10.31                    | 2015                 | Dimecres 8:00 p. m. (Dia de presentació) | #41     |
| 14a.      | 7 de gener de 2015   | 11.20                    | Final de temporada: 13 de maig de 2015         | 11.55                    | 2015                 | Dijous 8:00 p. m. (Dia de resultats)     | #28     |
| 15a.      | 6 de gener de 2016   | 10.96                    | Últimes presentacions: 6 d'abril de 2016       | 11.52                    | 2016                 | Dimecres 8:00 p. m. (Dia de presentació) | #19     |
| 15a.      | 6 de gener de 2016   | 10.96                    | Final de temporada: 7 d'abril de 2016          | 11.13                    | 2016                 | Dijous 8:00 p. m. (Dia de resultats)     | #23     |

### Temporades 1 a 10
American Idol es va estrenar el juny de 2002 i va arribar a ser el programa d'estiu més reeixit d'aquell any. El primer programa va atreure a 9,9 milions de televidents, donant-li a Fox la millor xifra d'audiència a l'espai de les 8:30 p. m. de tot l'any. L'audiència immediatament va créixer, i per a la nit final, l'audiència va tenir una mitjana de 23 milions d'espectadors, amb pics de més de 40 milions en algunes parts del programa. Aquest episodi es va situar en el tercer lloc d'entre tots els d'aquest grup, però el més important és que va estar entre el grup de 18-49 anys d'edat com el més valorat.
El creixement va continuar fins a la següent temporada, començant amb una estrena de temporada de prop de 27 milions. La temporada va atreure una mitjana de 21,7 milions de televidents, i es va situar en segon lloc del grup de 18?49 anys. La nit final quan Ruben Studdard li va guanyar a Clay Aiken va ser també la nit amb més índexs d'audiència d'aquest episodi d'American Idol amb 38,1 milions en l'hora final. Per a la tercera temporada, el programa havia arribat a ser el millor programa dels Estats Units una posició que s'ha mantingut per tots els anys subsegüents fins a la novena temporada. Per a la quarta temporada, American Idol havia arribat a ser el programa més vist pels televidents de la televisió nord-americana, amb una mitjana d'audiència de 26,8 milions. El programa va arribar, en la cinquena temporada, amb becs mitjana de 30,6 milions.
El primer capítol de la sisena temporada va ser el més vist dels programes d'estrena d'American Idol, i molts executius de televisió van començar a considerar el talent show com un èxit sense precedents. El domini consistent al llarg de tot el capítol i, a més, dos dies per setmana, superava amb escreix els resultats obtinguts de mites estatunidencs com The Cosby Show. En el sector audiovisual, el concurs va rebre el malnom d'estrella de la mort, i la competència va veure's forçada a canviar els horaris dels seus principals programes, per evitar un enfrontament directe amb Idol, a fi de minimitzar les pèrdues. No obstant això, la sisena temporada també va mostrar un descens continuat d'audiència en el curs de la temporada. La gran final va patir una caiguda en l'índex d'audiència del 19%, respecte a anys anteriors.
La pèrdua de televidents va continuar en la setena temporada. L'estrena va tenir un descens de l'11% i el dia en què Kristy Lee Cook va ser eliminada va ser el dimecres amb pitjor índex d'audiència des de la primera temporada en el 2002. No obstant això, els índexs van rebotar cap a finals de la setena temporada, amb l'emoció de la batalla entre "els Davids", i la gala final va ser la tercera més vista fins llavors. Aquest tram final de concurs va portar a Fox a ser l'emissora més popular per primera vegada en tota la història. Amb tot, els nivells generals d'audiència de la 7a edició van situar-se un 10% per sota de l'any anterior. S'ha de tenir en compte que la temporada va desenvolupar-se enmig de la vaga de guionistes a Hollywood de 2007-2008.
La tendència descendent va mantenir-se fins a la vuitena temporada. Els primers episodis van caure entre un 5 i un 10% en comparació amb els de l'any previ, i la final va ser vista per un 13% menys d'espectadors. En la novena temporada, el concurs va perdre l'hegemonia davant la cobertura dedicada per NBC als Jocs Olímpics d'hivern de Vancouver 2010. El 17 de febrer, NBC va rebre 30,1 milions de televidents, mentre que l'emissió dels resultats d'aquella setmana va ser vist només per 18,4 milions. Durant la mateixa temporada, Dancing with the Stars, d'ABC, va atreure més televidents que Idol en alguns episodis. No obstant això, American Idol va acabar la seva novena temporada com la sèrie més vista per sisè any consecutiu, trencant l'anterior rècord de cinc temporades consecutives aconseguits per All in the Family de CBS i The Cosby Show de NBC.
El nombre de televidents en la primera setmana de la 10a temporada va caure un 12-13% respecte al debut de 2010, despenyant-se fins al -23% en la franja d'edat de 18 a 49 anys. Episodis posteriors, no obstant això, van poder retenir l'audiència i, en la setmana del Top 9, l'audiència acumulada ja havia recuperat els nivells del passat any. Emperò, el target de 18 a 49 any va continuar en descens, un 7% menys que la novena temporada.

## Impacte
El gran èxit del programa i els ingressos generats van transformar Fox Broadcasting Company, i va ajudar a promocionar l'emissora, arribant a ser la cadena de televisió capdavantera en 2008. L'èxit també va ajudar a pujar els índexs d'audiència dels programes que se situaven al voltant de la mateixa franja horària, com House i Bones. En paraules de Simon Fuller, el programa havia «salvat la Fox».
Com un dels programes més reeixits en la història de la televisió nord-americana, American Idol ha tingut un fort impacte no solament en la televisió, sinó també a la indústria de l'entreteniment. El programa, com indicava el seu títol original, pretenia 'buscar una superestrella' d'entre talents desconeguts, i va aconseguir un èxit raonable en aquesta missió. Va descobrir artistes supervendes, com Kelly Clarkson i Carrie Underwood. Segons Fred Bronson, autor de llibres sobre les llistes Billboard, mai s'havia donat tal concentració d'artistes, senzills i àlbums de succés. Cap al final del 2009, els participants d'American Idol havien venut gairebé 46 milions d'àlbums i 56 milions de cançons descarregades als Estats Units, amb 66 milions de vendes mundialment. El 2007, van representar el 2,1% de totes les vendes de música i havia arribat a ser "una força dominant en la ràdio" segons el president de la companyia d'estudis d'investigació Mediabase, L'any 2010, 4 exconcursants havien assolit el milió de reproduccions a la ràdio musical, Clarkson liderant el recompte amb prop de 4 milions.

### Ídols en pel·lícules, televisió i teatre
El gran impacte d'American Idol també és sòlidament sentit en obres musicals, on molts de exparticipants d'American Idol han forjat carreres reeixides. El sorprenent efecte d'antics participants d'American Idol a Broadway ha estat molt notat i comentat. La presència d'un participant popular pot portar a un increment significant de vendes d'entrades. Altres exparticipants han anat a treballar a la televisió i en pel·lícules, la més notable és Jennifer Hudson, qui, gràcies a la recomanació de l'entrenadora vocal d'American Idol Debra Byrd, va obtenir un paper en Dreamgirls i posteriorment va rebre un Oscar.

### Exparticipants d'American Idol guanyadors d'importants premis
| Participant d'American Idol i Temporada    | American Music Awards | Billboard Music Awards | Premis Grammy | Premis Oscar                    |
| ------------------------------------------ | --- | ---------------------- | --- | ------------------------------- |
| Kelly Clarkson (Temporada 1, Guanyadora)   | 4 Millor Artista Adult contemporània 2005 Artista de l'any 2005 Millor artista Pop/Rock Femenina 2006 Millor Artista Adult contemporània 2006              | 12                     | 3 Millor Artista femenina Pop Vocal 2006 Millor Àlbum Pop Vocal 2006 Millor Àlbum Pop Vocal 2013                                                                                | 0                               |
| Clay Aiken (Temporada 2, Finalista)        | 1 Premi elecció dels fans 2003 | 3                      | 0 | 0                               |
| Fantasia Barrino (Temporada 3, Guanyadora) | 0 | 3                      | 1 Millor Artista Vocal Femenina R&B 2011 | 0                               |
| Jennifer Hudson (Temporada 3, 7a posició)  | 0 | 0                      | 1 Millor àlbum R&B 2009 | 1 Millor actriu secundària 2007 |
| Carrie Underwood (Temporada 4, Guanyadora) | 6 Artista revelació 2006 Artista de l'any 2007 Millor àlbum country 2007 Artista country femenina 2007 Millor àlbum country 2008 Millor àlbum country 2010 | 15                     | 5 Millor Nova Artista 2007 Millor Artista Country Femenina Millor Artista Country Femenina 2008 Millor Artista Country Femenina 2009 Millor Artista Country Col·laboradora 2010 | 0                               |
| Chris Daughtry (Temporada 5, 4a posició)   | 4 Artista revelació 2007 Millor Artista contemporani 2007 Millor àlbum Pop/Rock 2007 Millor Banda, Duo o Grup Pop/Rock 2008                                | 6                      | 0 | 0                               |
| Jordin Sparks (Temporada 6, Guanyador)     | 1 Millor Artista Contemporània-adulta 2008 | 0                      | 0 | 0                               |

## Crítiques
Les primeres crítiques van destacar l'abús de l'emplaçament de producte al programa. Algunes crítiques van ser dures sobre el que percebien com a una fixació desmesurada pels interessos comercials – Karla Peterson de The San Diego Union-Tribune va acusar American Idol de ser un «monstre multimèdia manipulador» que havia «absorbit els pecats de la nostra cultura llibertina i que els havia abocat en un aglomerat malvat». En els seus primers episodis, Ken Tucker d'Entertainment Weekly va considerar que «en la televisió, American Idol és bojament entretingut; però en la música, és un bri de pols sense importància». No obstant això, uns altres pensaven que «l'aspecte més sorprenent de les sèries era el talent que s'havia descobert». Altres aspectes del programa han atret crítiques, per exemple la decisió d'enviar a la guanyadora de la primera temporada a cantar l'himne nacional al Lincoln Memorial en el primer aniversari dels atemptats de l'11 de setembre va ser mal rebut per molts. Lisa de Moraes de The Washington Post va notar amb un estil satíric que "els terroristes van guanyar".
Alguns dels últims escriptors sobre el programa van ser més positius, Michael Slezak, novament de Entertainment Weekly, va dir que «tot i el seu embolcall aparatós, artificial, ple de productes promocionats i orientat a fer diners, Idol ofereix un cop l’any l’oportunitat perquè l’americà mitjà faci front als mals de la indústria musical actual». Uns altres es van centrar en les personalitats del programa; Ramin Setoodeh de Newsweek va acusar les dures crítiques del jutge Simon Cowell de promoure la cultura de la crueltat, i que Cowell «ens ha arrossegat al fang amb ell».
La indústria de l'entreteniment va ser crítica amb l'anhel del programa de crear noves estrelles. Usher, que va ser mentor al programa, va doldre's de la pèrdua de «la veritable forma artística de la música» i va dir que programes com American Idol donaven la sensació de que arribar a l'estrellat era «tan fàcil que qualsevol podia aconseguir-ho, i que podia passar en qualsevol moment». Que American Idol sembla ser un camí ràpid a l'èxit per als seus participants ha estat una causa de ressentiment per a alguns de la indústria. LeAnn Rimes, comentant el fet que l'Acadèmia de la Música Country guardonés a Carrie Underwood amb el premi a la Millor Artista Femenina de 2006, per davant de Faith Hil, va dir que «Carrie no s'ho havia treballat el temps suficient com per merèixer el premi». És un tema comú que ha estat repetit per molts altres. Elton John, qui ha aparegut com a mentor al programa però va rebutjar una oferta per ser part del jurat, va comentar sobre els concursos de talents en general que «hi ha hagut alguns bons moments, però l'única manera de sostenir una carrera era fent-se un nom en petits clubs», i Steven Tyler, en una entrevista promocional, va dir que «sempre he pensat que per ser un American Idol o qualsevol tipus d'ídol, has de treballar de valent, però avui dia és un món diferent». John Mayer va menysprear als participants, esmentant que els que apareixien en Idol no eren artistes de veritat i que no sentien respecte per ells mateixos. Sheryl Crow, qui després va participar com a mentora del programa, va dir que el programa menyspreava l'art de moltes maneres i promovia un entreteniment comercial.
American Idol va ser nominat com a Programa Concurs de Telerrealitat Destacat en els Emmy durant vuit anys, però mai va guanyar. El director Bruce Gower va guanyar el 2009 el Premi Primetime Emmy a la millor direcció d'un programa de varietats, música o comèdia. El concurs va guanyar dos Creative Arts Emmys (2007 i 2008). També va guanyar la categoria de millor programa o concurs de telerrealitat dels Premis People's Choice —entregats per votació popular— dels anys 2005, 2006, 2007, 2010 i 2011.

## Emissió internacional
| País / Regió        | Emissora |
| ------------------- | --- |
| Argentina           | Sony Entertainment Television |
| Mèxic               | Sony Entertainment Television |
| Llatinoamèrica      | Sony Entertainment Television |
| Estats Units        | ABC |
| Austràlia           | FOX8 |
| Canadà              | CTV/Fox |
| Croàcia             | RTL Televizija |
| Espanya             | La Sexta, Telecinco, Cosmopolitan TV |
| Orient Mitjà        | MBC4 |
| Àsia                | STAR World |
| Brasil              | Sony Channel |
| Dinamarca           | Tv3 Viasat |
| Estònia             | Tv3 |
| Finlàndia           | MTV3 |
| França              | M6 |
| Hong Kong, Índia,c  | STAR World |
| Hong Kong, Macau, c | aTV World |
| Xina                | STAR TV |
| Hongria             | TV2 |
| Islàndia            | Stöð 2 |
| Índia               | STAR World |
| Indonèsia           | Global TV, RCTI |
| Irlanda             | Tv3 Irlanda |
| Israel              | HOT family |
| Itàlia              | Sky Un |
| Japó                | FOXlife, FOX HD, BS11 |
| Hispanoamèrica      | Sony Entertainment Television amb una versió Latin American Idol |
| Malàisia            | 8TV, STAR World |
| Nova Zelanda        | TVNZ |
| Noruega             | TV2 Zebra |
| Filipines           | ABC 5 (now TV5) (2004-2007) QTV11 (2008-present), GMA (occational broadcast) STAR World, Fox                                                                                            |
| Portugal            | FOXlife |
| Romania             | AXN |
| Singapur            | MediaCorp TV Channel 5, STAR World |
| Sud-àfrica          | M-Net Sèries |
| Suècia              | TV4 |
| Taiwan              | STAR World |
| Tailàndia           | STAR World |
| Regne Unit          | ITV2, VTM Anglia, Yasmin Brinklow, ITV Granada, ITV Central, Grampian Television, Scottish Television, HTV West, HTV Cymru Wales, ITV London 2, Yorkshire Television, Five TV Tyne Tees |
| Vietnam             | STAR World |
| Veneçuela           | Sony Entertainment Television |
| Xile                | Sony Entertainment Television |